# Johnella LaRose
Johnella LaRose es una activista de origen indígena situada en el Área de la Bahía de San Francisco que aboga por las comunidades indígenas y la preservación y restitución de las tierras indígenas. LaRose pertenece a las tribus Shoshone Bannock y Carrizo. Junto con su compañera activista indígena Corrina Gould, LaRose es cofundadora de Indian People Organizing for Change (IPOC), una organización con sede en el Área de la Bahía de San Francisco que trabaja para proteger y concienciar sobre los montículos de conchas sagrados de la región y el Sogorea Te Land Trust, un fideicomiso de tierras urbanas que trabaja para restaurar la administración indígena de las tierras del Chochenyo ocupado y las tierras de los Karkin en Ohlone, en el Área Este de la Bahía.

## Años de juventud y educación
LaRose nació en Los Ángeles, California y se crio en una reserva en Utah. Nacida en una familia de militares, LaRose viajó con frecuencia en su juventud y se graduó de la escuela secundaria en Portland, Oregón, antes de regresar finalmente a California. A finales de la década de 1970, se involucró en el Red Power Movement y vivió en la Escuela de Supervivencia y Libertad del Movimiento Indio Americano en Oakland. Durante este tiempo, se unió a los esfuerzos organizativos de la Caminata Más Larga. Se graduó de Mills College con una licenciatura en Sociología y Antropología Cultural.

## Proyectos

### Indian People Organizing for Change (IPOC)
En 1998, LaRose comenzó a trabajar con Corrina Gould para fundar Indian People Organizing for Change (IPOC), un grupo activista que trabaja para preservar y poner el foco sobre los montículos de conchas del Área de la Bahía, como West Berkeley Shellmound y Emeryville Shellmound. Este último fue demolido y pavimentado, a pesar de que los trabajadores descubrieron restos humanos durante la excavación. Los numerosos esfuerzos de organización del IPOC a lo largo de los años han incluido Peace Walks que simultáneamente hacen un seguimiento de los sitios sagrados ancestrales y protestan contra su destrucción por la reurbanización  y diseñan propuestas para los sitios patrimoniales de Shellmound que presentan alternativas inclusivas e históricamente respetuosas a los desarrollos de condominios que se planean en estos sitios.

### Sogorea Te' Land Trust
Sogorea Te Land Trust fue cofundada en 2012 por LaRose.